# Stihl
STIHL o Andreas Stihl AG & Company o Stihl Holding AG & Co. KG è un produttore tedesco di motoseghe e altre attrezzature da giardinaggio tra cui soffiatori e tagliasiepi. La sede si trova a Waiblingen-Neustadt, Baden-Württemberg, vicino a Stoccarda. L'azienda è stata fondata nel 1926 da Andreas Stihl. 
Dal 1º luglio 2001 detiene il 100% delle quote del produttore austriaco di articoli per giardinaggio Viking GmbH.

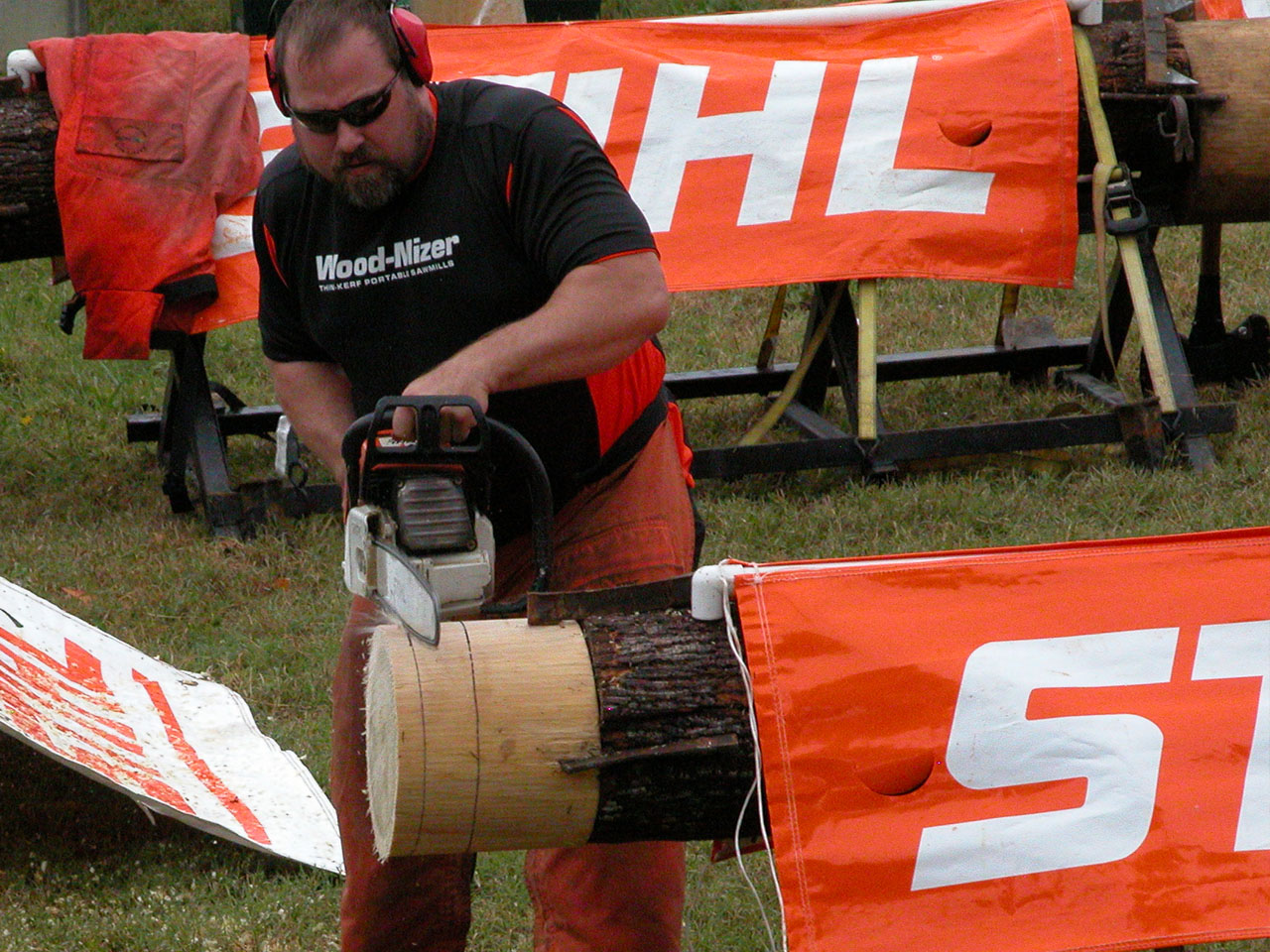
motosega Stihl in azione durante una manifestazione

Il gruppo ha prodotto e venduto nel 2006 la sua 40milionesima motosega e ne è uno dei maggiori produttori al mondo insieme alla svedese Husqvarna.
Con le Stihl Timbersports Series l'azienda sostiene e sponsorizza gare sportive nelle varie discipline della selvicoltura.

## Storia
Andreas Stihl alla fine della prima guerra mondiale si diplomò nella costruzione di macchine e nel 1926 a Stuttgart-Bad Cannstatt fonda la A. Stihl Ingenieursbüro, creando dispositivi per generatori di vapore e lavatrici.
La motosega costruita nel 1926 era a catena per troncatura con motore elettrico di potenza pari a 2,2 kW e con un peso di ben 48 kg. 
La Stihlsche Baumfällmaschine Typ A viene esportata in Russia, USA e Canada. 
Nel 1930 l'azienda mostra alla fiera di Lipsia la sua prima motosega portatile. I dipendenti nel 1939 sono 250. Nel 1938 viene impiegato un mulino per carta a Neustadt an der Rems. Nel 1944 viene bombardata la fabbrica di Bad Cannstatt e la produzione viene spostata a Neustadt.

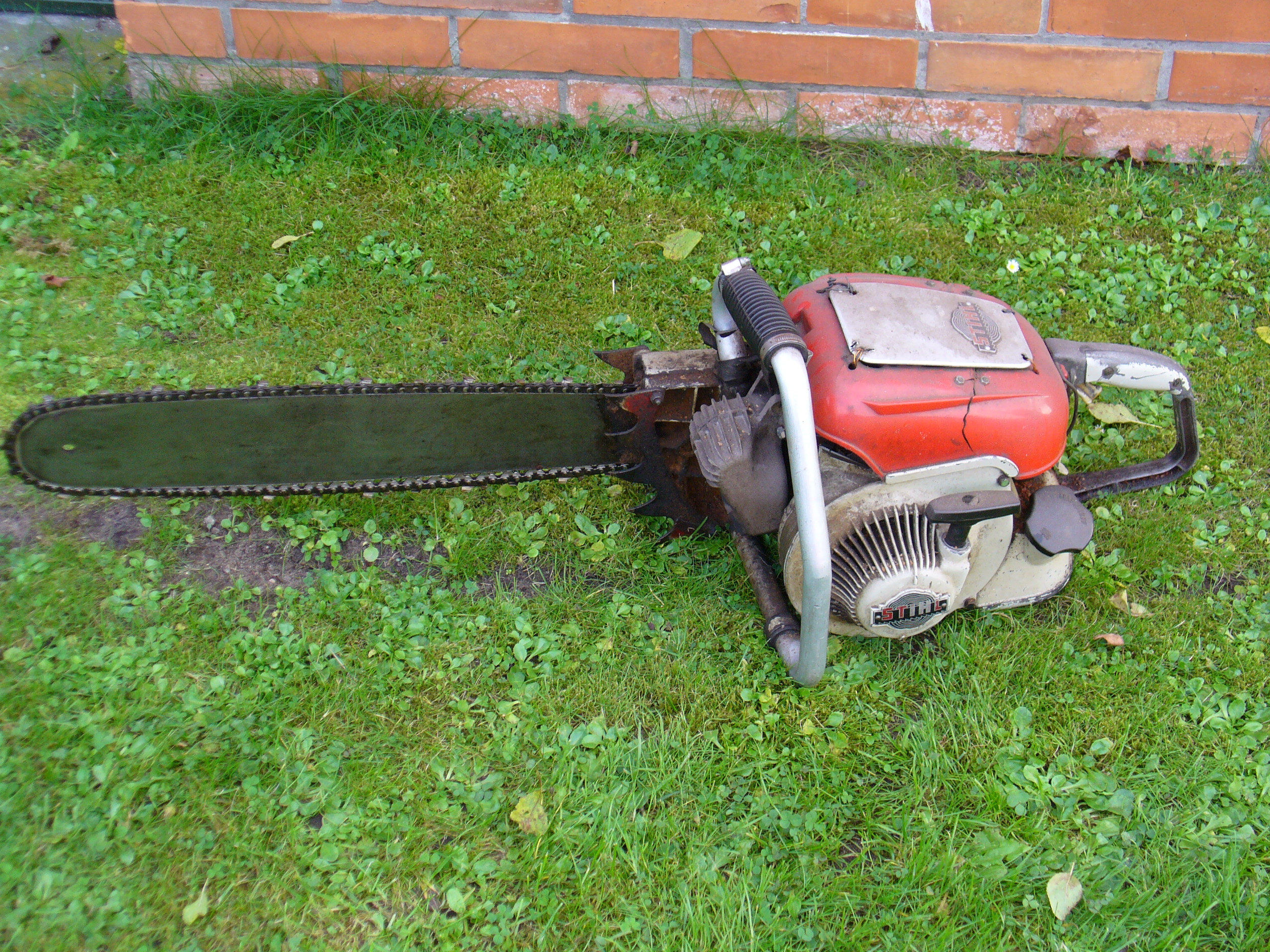
Anni'60: motosega Stihl Contra

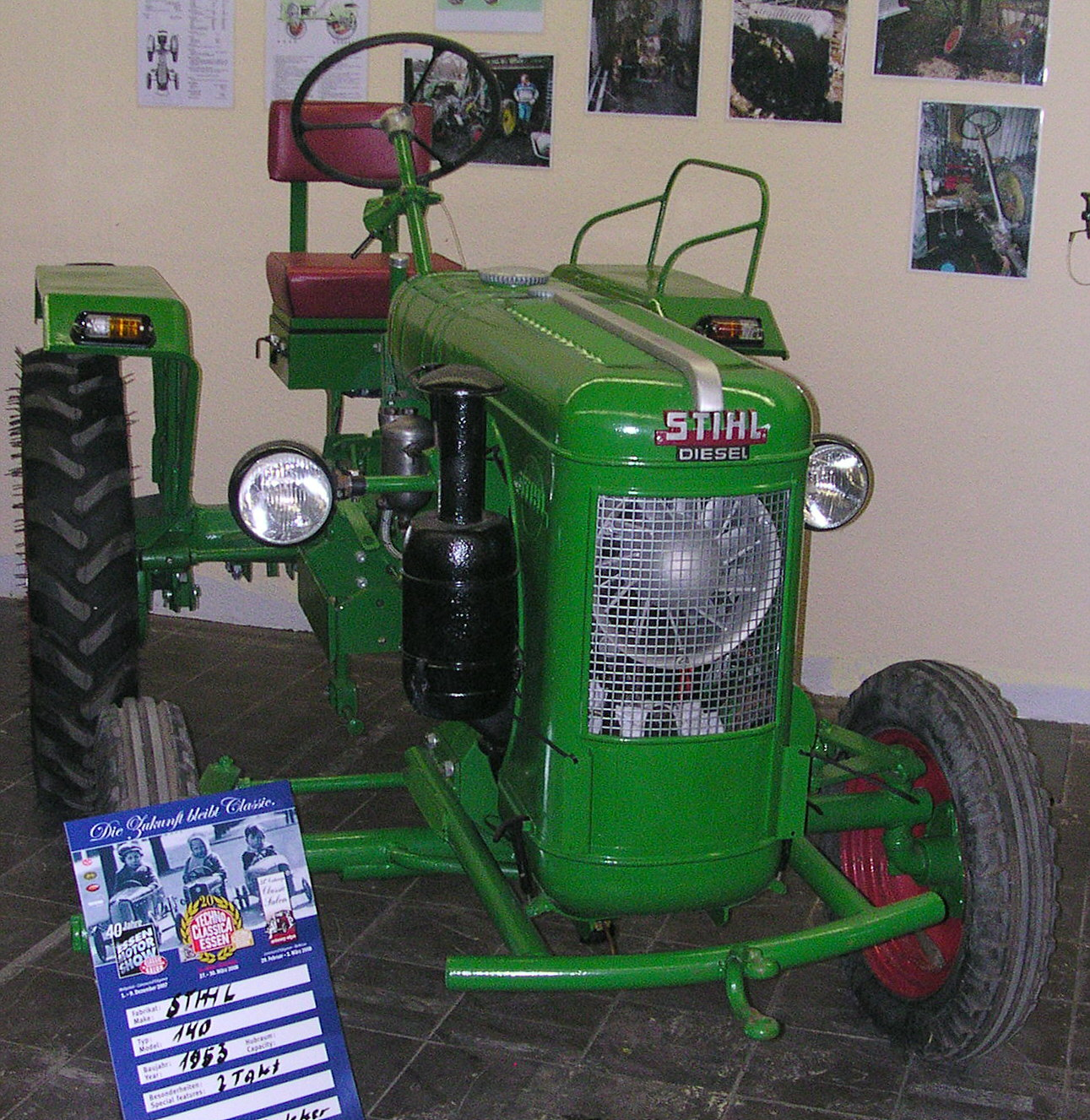
Stihl 140 (1953)

## Struttura aziendale
La casa madre controlla 32 aziende. holding è la Stihl Holding AG & Co. KG a Waiblingen. Le aziende consociate più importanti sono:
- Stihl AG (100 %)
- Andreas Stihl AG & Co. KG, Waiblingen, (100 %)
  - Stihl International GmbH, Waiblingen (100 %)
  - Stihl Tochtergesellschaften der STIHL International GmbH (100 %)
  - Zama Tochtergesellschaften der STIHL International GmbH (100 %)
- Stihl Vertriebszentrale AG & Co. KG, Dieburg (100 %)
- Stihl Kettenwerk GmbH & Co KG, Waiblingen, Zweigniederlassung Wil SG, Schweiz (100 %)

## Prodotti
Il prodotto più noto è la motosega.

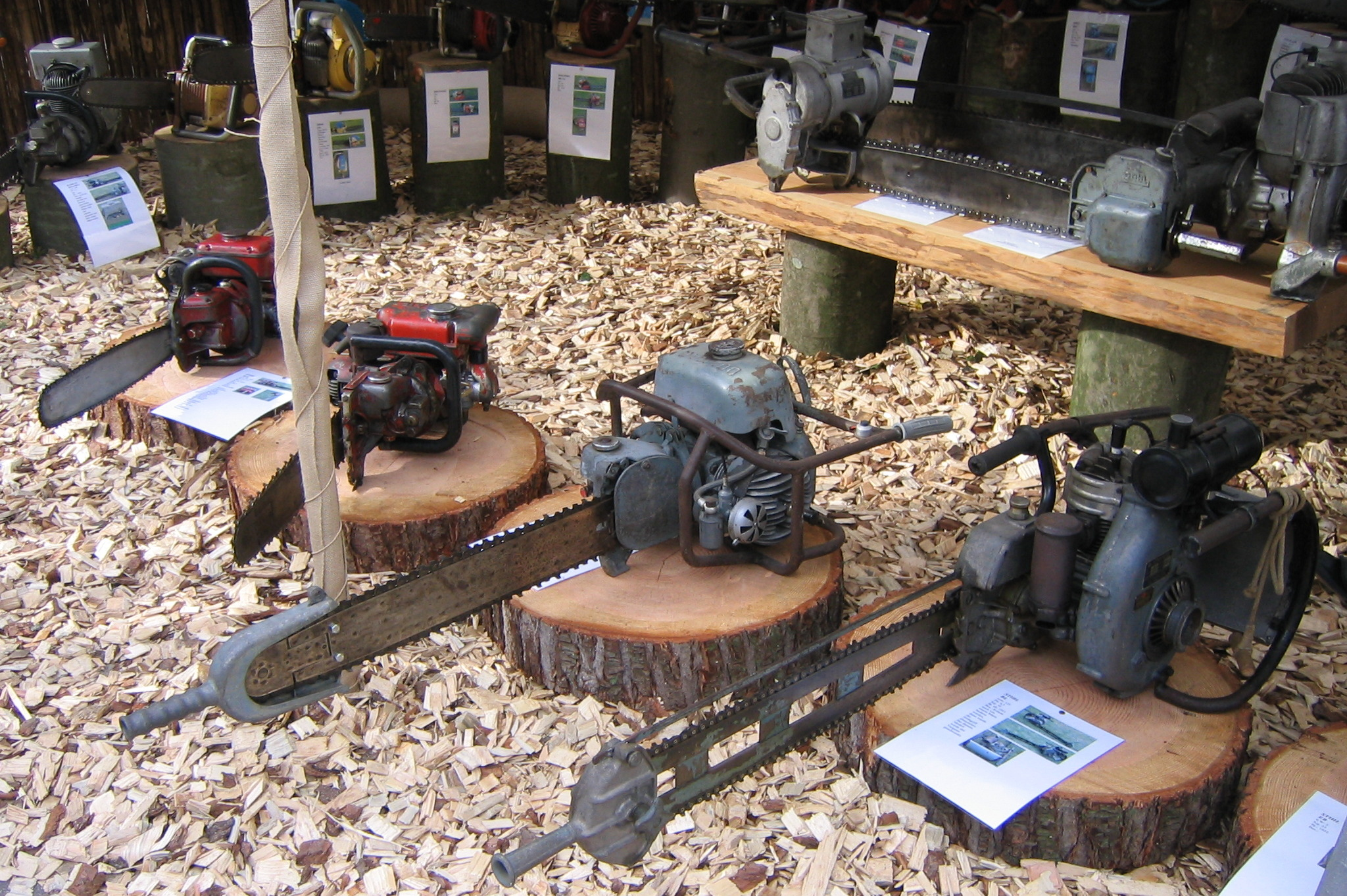
Stihl BL (la prima a destra). Altre Stihl ed una Dolmar

Nel 1950 viene presentata la prima motosega a benzina per singolo operatore del mondo, la Stihl BL.
La Stihl Contra del 1959 viene definita la Vater der Motorsäge (padre delle motoseghe); con un peso di 12 kg e un rendimento di 6 PS fu la prima al mondo e in due anni ne vennero prodotte 200.000. In USA viene commercializzata come Contra-Lightning e ve ne furono quattro varianti, dal 1959 al 1967. La cilindrata era di 106 cm³ con lame lunghe 43, 53, 63, 80 cm.
Dal 1948 al 1963 produce trattori.
Nel 1988 è il primo costruttore ad impiegare una marmitta catalitica per motore a due tempi, facendo diminuire la produzione di CO2 del 60-80%.
Dal 2018 è presente sul mercato con la motosega MS500i, prima al mondo funzionante a iniezione elettronica.